# 벨루필라이 프라바카란

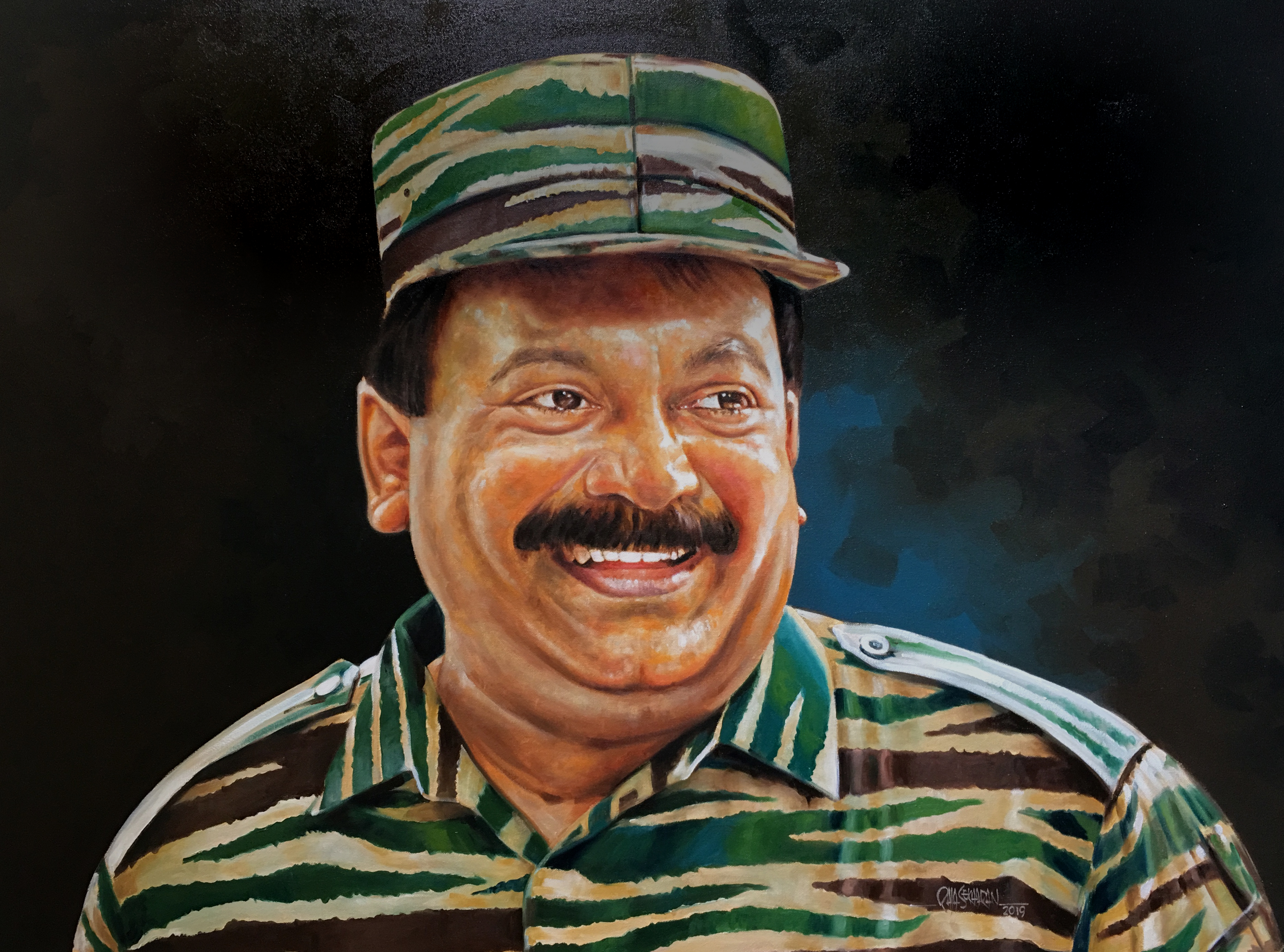

벨루필라이 프라바카란(타밀어: வேலுப்பிள்ளை பிரபாகரன், 1954년 11월 26일~2009년 5월 18일)은 스리랑카 북부 및 동부에 독립 국가를 세우기 위해 조직된 무장 단체 타밀일람 해방 호랑이의 창설자이자 지도자였다. 프라바카란은 스리랑카 정부의 차별대우에 맞서 국내 소수 타밀인들의 독립 국가를 세운다는 목표 아래 1983년부터 대정부 무장 투쟁에 돌입했다.
1954년 북스리랑카 자프나 반도 출생으로 타밀족 가정 4형제 중 막내였으며 공무원으로 일하다가 1960년대~1970년대에 신할리족이 정권을 잡고 타밀족들을 탄압하자 1972년 타밀 신 호랑이(TNT)에 들어갔으며 곧 막강한 영향력을 확보해 TNT를 타밀일람 해방 호랑이(LTTE)로 확대 조직했다.
타밀족의 독립을 외치며 이전보다 더욱 강경하고 폭력적인 게릴라전을 펼쳤으며 결국 스리랑카 내전으로까지 번졌다. 이에 인도는 인도-스리랑카 협정을 맺고 1987년 7만 명의 병력을 파견했다가 각종 재정난과 군사비 압박 등으로 1990년 군사를 철수시켰다.
인도군이 철수하자 LTTE는 스리랑카 북동부 전역을 장악하고 해군, 육군, 공군을 갖추 반군 내의 계급까지 체계화했다. 그리고 반군 내의 자살 폭탄 테러 조직인 블랙 타이거를 조직해 1991년 타밀나두 주에서 인도군 파병을 결정했던 라지브 간디 전 총리를 암살했으며 1993년에는 라나싱헤 프레마다사 대통령과 신할리 민족주의 성향의 장관 6명을 암살했다. 이후에도 자신과 뜻이 맞지 않거나 온건파 타밀족 인사들까지 살해했다.
이후 인터폴은 테러리즘, 살인, 조직적 범죄 등의 죄목으로 프라바카란을 지명 수배했다. LTTE는 당시 전 세계 폭탄 테러의 2/3를 일으켰으며 각종 인권 유린과 휴전기를 이용한 군사력 증강 등으로 지탄받으며 국제 사회에서 고립되어갔다. 2005년 강경파 성향의 마힌다 라자팍사 대통령이 당선되어 LTTE에 대한 대규모 파상 공세가 펼쳐쳤다. 북부 지역의 거점인 킬리노치치와 물라이타부가 함락되면서 LTTE는 수세에 몰렸으며 25년에 걸친 추적 끝에 스리랑카 정부는 2009년 5월 프라바카란과 몇몇 타밀 반군 지도자들이 스리랑카 물라이티부 해안 일대에 고립되었다는 소식을 전했다.
4월 22일에는 대변인 벨라유담 디야니디와 3000명의 LTTE 대원이 투항하고 LTTE는 4월 28일 인도주의 위기를 막는다는 명분으로 휴전을 선포했으나 정부군은 이를 무시했다. 결국 얼마 뒤 5월 18일 AFP는 프라바카란이 정부군의 공격을 피하려 병원차를 타고 도망치던 중 정부군의 총격으로 암살되었다는 보도를 타전했다. 그러나 영국에 본거지를 둔 타밀일람 반군 대변인 셀바라사 파트마나탄은 '그는 아직 살아 있다'라고 말했으나 프라바카란의 시신이 공개되면서 LTTE는 완전히 붕괴하였다.
그 이후부터는 파트마나탄이 반군 조직을 이끌며 5월 17일 무장 해체와 패배를 인정하고 7월 22일 새 지도자가 되었으나 8월 7일 결국 말레이시아에서 체포되어 스리랑카군에 인도됐다.

## 같이 보기
- 시먼 (정치인)

### 인터뷰와 연설
- Veluppillai Prabhakaran's interviews
- A short assorted list of his interviews
- Prabakaran in First Person - T.S. Subramanian - April 2002 - Press Meet